# Puerto Morelos
Puerto Morelos är en ort i Mexiko och administrativ huvudort i kommunen Puerto Morelos i delstaten Quintana Roo. Den tillhörde tidigare kommunen Benito Juárez fram tills 2016 då den nya kommunen grundades. Puerto Morelos ligger 3 meter över havet och antalet invånare är 9 188.
Terrängen runt Puerto Morelos är mycket platt. Havet är nära Puerto Morelos åt sydost.  Puerto Morelos är det största samhället i trakten.